# مجموعة الشركات
للاطلاع على المفهوم الاجتماعي، انظر مجموعة الشركات (علم الاجتماع).'''مجموعة الشركات أو مجموعة الأعمال، والمعروفة أيضا رسميا باسم مجموعة الشركات ، هي مجموعة من الشركات الأم والفرعية التي تعمل  ككيان اقتصادي واحد من خلال مصدر مشترك للسيطرة. غالبا ما تتم إدارة هذه الأنواع من المجموعات بواسطة مدير حساب. وكثيرا ما يستخدم مفهوم المجموعة في قانون الضرائب والمحاسبة وقانون الشركات (بتواتر أقل) لإسناد حقوق وواجبات أحد أعضاء المجموعة إلى عضو آخر أو إلى الكل. إذا كانت الشركات تعمل في أعمال مختلفة تماما ، فإن المجموعة تسمى تكتلا. وعادة ما ينطوي تكوين مجموعات الشركات على الدمج عن طريق عمليات الاندماج والشراء، وإن كان مفهوم المجموعة يركز على الحالات التي تظل فيها الكيانات الاعتبارية المندمجة والمكتسبة قائمة بدلا من الحالات التي تحلها الشركة الأم. قد تكون المجموعة مملوكة لشركة قابضة قد لا يكون لها عمليات فعلية.
وفي ألمانيا، حيث وضع قانون متطور "للقلق"، يشكل قانون مجموعات الشركات جانبا أساسيا من قانون الشركات فيها.  كما أن العديد من الولايات القضائية الأوروبية الأخرى لديها نهج مماثل، في حين تلتزم دول الكومنولث والولايات المتحدة بعقيدة شكلية ترفض "اختراق حجاب الشركات": يتم التعامل مع الشركات خارج الضرائب والمحاسبة ككيانات قانونية منفصلة تماما.

## الاستقلال القانوني
تتكون مجموعة الشركات من الشركات. القاعدة العامة هي أن الشركة هي كيان قانوني منفصل عن مساهميها ، أي أن مسؤولية المساهم عن ديون الشركة التابعة تقتصر على قيمة الأسهم ،  ولا يمكن مطالبة المساهمين بأداء التزامات الشركة.
ومع ذلك ، فإن بعض الولايات القضائية تنشئ استثناءات لهذه القاعدة. على سبيل المثال ، أنشأت ألمانيا قانون الشركات المنتسب الذي ينص على الحالات التي تكون فيها شركة مسؤولة عن ديون شركة أخرى. وفي نيوزيلندا، ينص قانون الشركات على أنه يجوز تجميع موجودات الشركات الشقيقة للسداد للدائنين في حالة تصفية إحدى الشركات. ومع ذلك ، فإن الظروف التي ستمارس فيها هذه السلطة ضيقة للغاية.

## الاعتماد الاقتصادي
- قلق (عمل)
- دي إتش إن في تاور هامليتس إل بي سي
- توجيه قانون الشركات السابع للاتحاد الأوروبي 83/349 ، بشأن حسابات المجموعة

مشروع الاتحاد الأوروبي التاسع لقانون الشركات التوجيه ، بشأن مجموعات الشركات

## قانون

### المحاسبة
- توجيه قانون الشركات السابع للاتحاد الأوروبي 83/349 ، بشأن حسابات المجموعة

### القانون المدني
- سالومون ضد سالومون
- بيركي ضد سكة حديد الجادة الثالثة
- آدامز ضد كيب إندستريز بي إل سي

### تقرير المشاركة
- قانون المشاركة في تقرير القرار

## تعريف
يعرف ليف "مجموعة الأعمال" بأنها مجموعة من الشركات التي تقوم بأعمال تجارية في أسواق مختلفة تحت سيطرة إدارية أو مالية مشتركة يرتبط أعضاؤها بعلاقات ثقة شخصية على أساس خلفية عرقية أو تجارية شخصية مماثلة. تتمثل إحدى طرق تعريف المجموعة في أنها مجموعة من الشركات المتميزة قانونيا ذات العلاقة الإدارية. [ قد تكون العلاقة بين الشركات في المجموعة رسمية أو غير رسمية. كيريتسو هو نوع واحد من مجموعات الأعمال. مصدر قلق آخر. يميز دوما و شريدور (2013) "مجموعات الأعمال الأفقية" و "الرأسية" على النحو التالي: "يمكن أن تكون مجموعات الأعمال أفقية أو رأسية فيما يتعلق بهيكلها. في مجموعة الأعمال الأفقية لا توجد شركة قابضة مركزية - ترتبط شركات المجموعة من خلال روابط رسمية أو غير رسمية مختلفة ، بما في ذلك المساهمة المتبادلة. وبالتالي ، فإن مجموعة الأعمال الأفقية هي اتحاد فضفاض إلى حد ما من الشركات. يتم التنسيق بينهما بشكل رئيسي عن طريق التعديل المتبادل وتوحيد المعايير. ميتسوبيشي هي مثال معروف لمجموعة الأعمال الأفقية مثل العديد من كريتيسو الأخرى. تظهر المجموعات الصينية ميزات مماثلة. يشار إلى مجموعات الأعمال الأفقية أيضا باسم "مجموعات الأعمال الترابطية". مجموعة الأعمال الرأسية هي مجموعة من الشركات التي يسيطر عليها مستثمر واحد ، ولكنها ليست مملوكة بالكامل. غالبا ما يتم تنظيم المجموعات الرأسية كأهرامات للشركات التي يسيطر عليها المستثمر الرئيسي من خلال شركة قابضة. الميزة الفريدة للحيازات الهرمية هي أنها تسمح للمستثمر الرئيسي بممارسة السيطرة بكمية محدودة من رأس المال. شيبولس الكورية وبيوت الأعمال الهندية ومعظم مجموعات الأعمال الأوروبية هي عمودية في الطابع. يشار إلى مجموعات الأعمال الرأسية أيضا باسم "مجموعات الأعمال الهرمية"
يشير التجسد إلى بيوت الأعمال الهندية، مع التركيز على أشكال متعددة من الروابط بين أعضاء المجموعة. يذكر باول وسميث دوير أن مجموعة الأعمال هي شبكة من الشركات التي تتعاون بانتظام على مدى فترة زمنية طويلة. يجادل جرانوفيتر بأن مجموعات الأعمال تشير إلى مستوى متوسط من الإلزام ، باستثناء مجموعة من الشركات المرتبطة فقط بتحالفات قصيرة الأجل من ناحية ، ومن ناحية أخرى مجموعة من الشركات المدمجة قانونا في وحدة واحدة. يدعي ويليامسون أن مجموعات الأعمال تقع بين الأسواق والتسلسلات الهرمية. تم العمل على ذلك من قبل دوما وشرودر. ] يقترح خانا وريفكين  أن مجموعات الأعمال ليست عادة هياكل قانونية على الرغم من أن بعض الهيئات التنظيمية حاولت تدوين تعريف. في دولة الإمارات العربية المتحدة ، يمكن أن تعرف مجموعة الأعمال أيضا باسم جمعية تجارية.  الأمثلة النموذجية هي مجموعة أديداس أو مجموعة أيسلندا للطيران

## .ملاحظات
1. ↑  سالومون ضد سالومون.
2. ↑  لويس القابضة المحدودة مقابل الصلب وأنبوب القابضة المحدودة (2014)، ج. 3311، ص. NZHC.
3. ↑  ليف (1978)، ج. 663.
4. ↑  بواسطة جايمس آر ماكلاين (14اكتوبر , 2005.). "فريق العمل بين ماركيت وفريم نسخة محفوظة". على موقع واي باك مشين. (نُشِر في تمت الزيارة في 6 مايو 2006.). اطلع عليه بتاريخ 2006-03-19. {{استشهاد ويب}}: تحقق من التاريخ في: |تاريخ= و|تاريخ النشر= (مساعدة)
5. ↑  جموعات الأعمال في الأسواق الناشئة: نماذج أم طفيليات؟ بقلم تارون خانا ويشاي يافه، . تمت زيارة الملخص في 6 مايو 2006. (أغسطس 2005).
6. 1 2  جرانوفيتر ،.  (JN Smelser و R. Swedberg ، محرران)  ، مطبعة جامعة برينستون ، برينستون (م. (1994))، ج. "مجموعات الأعمال"، ص. ص 453-475، الفصل في دليل علم الاجتماع الاقتصادي.
7. ↑  شرودر ، هاين ((يناير 2013).)، ج. "النهج الاقتصادية للأشكال الهجينة".
8. ↑  التجسد (1989)، ج. 45.
9. ↑  سميث دوير : (1994)، ج. 388.
10. ↑  ويليامسون (1975 ، 1985).
11. ↑  Sytse Douma &Hein Schreuder "Economic Approaches to Organizations", 5 edition, London: Pearson ((2013)).
12. ↑  خانا وريفكين (1999).